# Heather Lowe
Heather Lowe (* 1. Dezember 1951 in Oxford, Ohio), eigentlich Deborah Wolfe, ist eine US-amerikanische Schauspielerin.

## Leben
Lowe studierte Schauspiel bei Stella Adler und im The Actors Studio. Sie begann ihre Karriere 1972 mit Gastrollen in Fernsehserien. Im darauf folgenden Jahr spielte sie an der Seite von Roddy McDowall und John Huston im Science-Fiction-Film Die Schlacht um den Planet der Affen eine Nebenrolle. Es folgten Gastauftritte in Serien wie Männerwirtschaft, Die knallharten Fünf und Happy Days. Einen weiteren Spielfilm-Auftritt hatte sie 1975 neben Jacqueline Bisset und Christopher Plummer im Thriller Das Geheimnis der Wendeltreppe. 1977 trat sie in der Seifenoper Schatten der Leidenschaft als Cynthia Harris auf. Anfang der 1980er Jahre zog sie sich von der Schauspielerei zurück, nur unterbrochen durch eine reine Sprechrolle aus dem Off in der Seifenoper Zeit der Sehnsucht 1992.
Lowe betreibt eine Produktionsgesellschaft, mit der sie an der Realisation des Fernsehfilms Die Heiligen der letzten Tage mit Tom Berenger und James Coburn beteiligt war. Sie war von 1986 bis zu dessen Tod 2022 mit dem Schauspieler Andrew Prine verheiratet.

## Filmografie (Auswahl)
Als Schauspielerin
- 1972–1976: Cannon (Fernsehserie, 3 Folgen)
- 1973: Die Schlacht um den Planet der Affen (Battle for the Planet of the Apes)
- 1974: Männerwirtschaft (The Odd Couple, Fernsehserie, 1 Folge)
- 1975: Das Geheimnis der Wendeltreppe (The Spiral Staircase)
- 1976: Happy Days (Fernsehserie, 1 Folge)
- 1976: Die knallharten Fünf (S.W.A.T., Fernsehserie, 1 Folge)
- 1977: Schatten der Leidenschaft (The Young and the Restless, Fernsehserie, mehrere Folgen)
- 1978: American Hot Wax
- 1980: Herzbube mit zwei Damen (Three’s Company, Fernsehserie, 1 Folge)
- 1980: Moviola – Greta Garbo: Die Göttliche (The Silent Lovers, Fernsehfilm)
- 1981: Dallas (Fernsehserie, 1 Folge)
- 1981: Unter der Sonne Kaliforniens (Knots Landing, Fernsehserie, 1 Folge)
- 1982: The Greatest American Hero (Fernsehserie, 1 Folge)
- 1984: California Clan (Santa Barbara, Fernsehserie, 2 Folgen)
- 1991–1992: Zeit der Sehnsucht (Days of Our Lives, Fernsehserie, 13 Folgen)

Als Filmproduzentin
- 1996: Heilige der letzten Tage (The Avenging Angel, Fernsehfilm)